# Philipp Wende
Philipp Wende (ur. 4 lipca 1985 w Wurzen) – niemiecki wioślarz, mistrz olimpijski, wicemistrz świata.
Złoty medalista igrzysk olimpijskich w 2012 roku w Londynie. Załoga w składzie: Wende, Karl Schulze, Lauritz Schoof, Tim Grohmann zajęła 1. miejsce w czwórce podwójnej.

## Osiągnięcia
- Mistrzostwa Europy – Brześć 2009 – czwórka podwójna – 4. miejsce
- Mistrzostwa świata – Bled 2011 – czwórka podwójna – 2. miejsce
- Igrzyska olimpijskie – Londyn 2012 – czwórka podwójna – 1. miejsce
- Mistrzostwa Europy – Belgrad 2014 – czwórka podwójna – 3. miejsce
- Mistrzostwa świata – Amsterdam 2014 – czwórka podwójna – 3. miejsce